# Castilla (Sorsogon)
Castilla ist eine philippinische Stadtgemeinde in der Provinz Sorsogon. Sie hat 57.827 Einwohner (Zensus 1. August 2015). Die Gemeinde liegt an der Bucht von Sorsogon.  

## Baranggays
Castilla ist administrativ in 34 Baranggays unterteilt.
| - Amomonting - Bagalayag - Bagong Sirang - Bonga - Buenavista - Burabod - Caburacan - Canjela - Cogon - Cumadcadb - Dangcalan | - Dinapa - La Union - Libtong - Loreto - Macalaya - Maracabac - Mayon - Milagrosa - Miluya - Maypangi - Monte Carmelo - Oras | - Pandan - Poblacion - Quirapi - Saclayan - Salvacion - San Isidro - San Rafael - San Roque - San Vicentec - Sogoy - Tomalaytay |